# Raker Qarrigat
Raker Qarrigat es un personaje ficticio, miembro de los Green Lantern Corps en el universo de DC Comics. Su primera aparición fue en Green Lantern 80-Page Giant N° 3 (noviembre de 2000), creado por Scott Beatty.
Qarrigat fue abandonado por los Guardianes del Universo en Apokolips y allí, oculto entre las sombras del dominio de Darkseid, Qarrigat defiende a los ciudadanos de Apokolips.

## Historia
Reclutado en Wolsoon, su planeta natal, Qarrigat fue el tercer representante de los Guardianes en ser enviado a Apokolips (los dos anteriores, un robot Manhunter y la Linterna Verde Kendotha Kr’nek, jamás regresaron). Luego de combatir hasta llegar al centro de poder del planeta, Qarrigat desafió a Darkseid en persona. El déspota derrotó a Qarrigat, le quebró la mano y lo envió de regreso con sus amos a modo de advertencia para aquellos que quisieran invadir Apokolips. Sin importarle sus heridas y su derrota, el Linterna Verde recomendó a los Guardianes una invasión al planeta para acabar con el gobierno de Darkseid.
Puesto que no tenían la cantidad suficiente de hombres para enfrentar a Darkseid, los Guardianes ordenaron la expansión de los Corps. Qarrigat y otros LVs viajaron a través del cosmos en búsqueda de candidatos para la gran guerra que se aproximaba.
Los Corps aumentaron de a poco y, cuando llegaron a 3.600 integrantes, los Guardianes decidieron poner fin al gobierno de Darkseid. Los Corps invadieron Apokolips pero fueron aniquilados en masa por Parademonios amarillos (en esa época, el color amarillo era la debilidad de los anillos de poder de los Linternas Verdes)
Los sobrevivientes se reagruparon bajo el mando de Qarrigat y atacaron una vez más usando armas robadas a los Parademonios. Qarrigat volvió a atacar a Darkseid, en un intento desesperado por convertir el fracaso en victoria, pero su combate fue interrumpido por los Guardianes. Los Guardianes anunciaron una tregua y un acuerdo con Darkseid por el cual ninguna de las dos partes podía interferir en el territorio del otro. Darkseid demandó un único botín de guerra: Raker Qarrigat. Los Guardianes aceptaron abandonar a Qarrigat en Apokolips. Cuando estaban por irse, Ash-Pak-Glif, un Linterna Verde, le entregó a Qarrigat en secreto un anillo y una batería. Por temor al levantamientos de los Corps, los Guardianes ordenaron eliminar todo registro de este sangriento capítulo. Qarrigat y la Campaña de Apokolips serían olvidados.
Con el pasar de los años, Qarrigat combatió en secreto a favor de los Perros de Apokolips, convirtiéndose en un rumor, un mito conocido como la ”Leyenda de la Llama Verde”. Darkseid, que no ignoraba a la Llama Verde, lo enfrentó un día. Al descubrir a Qarrigat con vida, decidió conservarlo como símbolo de esperanza y así poder aplastar esa misma esperanza.
Qarrigat fue descubierto por Kyle Rayner y Orión cuando ambos, heridos y en mal estado, se vieron varados en Apokolips. Al principio Qarrigat estaba seguro de que finalmente habían venido a rescatarlo, pero se entristeció al escuchar que lo habían olvidado. Al ser descubiertos, Qarrigat luchó contra los Parademonios el tiempo suficiente para permitir que Rayner y Orión escaparan de Apokolips; Qarrigat no pudo escapar con ellos. Ahora, Rayner y Orión creen que Qarrigat murió defendiéndolos, pero el guerrero milenario sigue en Apokolips oculto en las sombras y combatiendo a su antiguo enemigo: Darkseid. 

## Nota
Es posible que Qarrigat sea inmortal ya que ha vivido durante siglos en Apokolips. Se sabe que ha utilizado un campo de éxtasis para mantener su anillo de poder, y puede que haya empleado la misma tecnología en su persona.